# Юркув-Перший
Юркув-Перший (пол. Jurków Pierwszy) — село в Польщі, у гміні Опорув Кутновського повіту Лодзинського воєводства.
Населення — 74 особи (2011).
У 1975-1998 роках село належало до Плоцького воєводства.

## Демографія
Демографічна структура станом на 31 березня 2011 року:
|          | Загалом | Допрацездатний вік | Працездатний вік | Постпрацездатний вік |
| -------- | ------- | ------------------ | ---------------- | -------------------- |
| Чоловіки | 37      | 9                  | 24               | 4                    |
| Жінки    | 37      | 9                  | 18               | 10                   |
| Разом    | 74      | 18                 | 42               | 14                   |